# Léon Gambetta
Léon Gambetta (Cahors, 2 aprile 1838 – Ville-d'Avray, 31 dicembre 1882) è stato un politico francese.
Primo Ministro dal 14 novembre 1881 al 26 gennaio 1882, si mise in luce in particolare come difensore nazionale durante la guerra franco-prussiana nel 1870 e come riformatore durante il suo governo del 1881. La sua politica dinamica si è spesso scontrata con le lobby finanziarie e con il conservatorismo degli altri uomini politici. Essa è stata tuttavia una fonte di ispirazione per altri politici, in particolare per Jean Jaurès.

## Biografia
Il padre, dal quale si dice che avesse ereditato vigore ed eloquenza, era un droghiere genovese che aveva sposato una francese di nome Marie-Magdelaine Massabie. All'età di quindici anni, Gambetta perse la vista dall'occhio destro a causa di un incidente. In seguito l'occhio venne rimosso. Nonostante questo handicap si distinse nella scuola di Cahors, e nel 1857 andò a Parigi per studiare legge. Il suo temperamento vivace gli conferì una grande influenza tra gli studenti del quartiere latino, e fu presto conosciuto come un forte nemico del governo imperiale di Napoleone III. Verso il 1869 fu iniziato in Massoneria nella Loggia "La Réforme" del Grande Oriente di Francia, della quale era membro Maurice Rouvier.

### Il governo di difesa nazionale
Nel corso delle giornate parigine del 3 e 4 settembre 1870, che seguono la sconfitta di Sedan, Gambetta riveste un ruolo essenziale nella proclamazione della Terza Repubblica. I deputati della Senna formano un governo provvisorio, in cui a Gambetta viene affidato il ministero dell'Interno. Immediatamente revoca i prefetti del Secondo Impero e li sostituisce con dei militanti repubblicani, avvocati o giornalisti. La situazione militare, tuttavia, continua a peggiorare: Parigi e la maggioranza dei membri del governo provvisorio sono accerchiati il 19 settembre 1870.
Preventivamente, alcuni ministri e deputati erano stati inviati a Tours, dove avevano formato una delegazione incaricata di rilanciare l'azione governativa in provincia. Data la scarsa autorevolezza di tale delegazione, si doveva ricorrere a una personalità di maggior spicco da far arrivare a Tours. Gambetta, dapprima riluttante, riceve forti sollecitazioni da parte dei colleghi ministri; abbandona quindi Parigi a bordo di un pallone aerostatico e arriva a Tours il 9 ottobre. Il governo affida a Gambetta anche la funzione di ministro della Guerra (oltre a quella di ministro dell'Interno). Riorganizza quindi l'amministrazione, si circonda di uomini di fiducia (nomina generale Lodovico Frapolli e lo incarica di formare un corpo autonomo di volontari per la difesa della Repubblica) e si prepara ad affrontare anche l'agitazione dei repubblicani radicali, forti in città come Lione, Marsiglia e Tolosa.

## Membri del Governo Gambetta
- Léon Gambetta - Presidente del Consiglio e Ministro degli Affari Esteri
- Jean-Baptiste Campenon - Ministro della Difesa
- Pierre Waldeck-Rousseau - Ministro dell'interno
- François Allain-Targé - Ministro delle Finanze
- Jules Cazot - Ministro della Giustizia
- Maurice Rouvier - Ministro delle Colonie e del Commercio
- Auguste Gougeard - Ministro della Marina
- Paul Bert - Ministro dell'Istruzione Pubblica e del Culto
- Antonin Proust - Ministro della Cultura
- Paul Devès - Ministro dell'Agricoltura
- David Raynal - Ministro dei Lavori Pubblici
- Adolphe Cochery - Ministro delle Poste e Telegrafi